# Frank Sieren
 (octobre 2012).
Frank Sieren est un essayiste allemand. Il est considéré comme un des meilleurs spécialistes de la Chine.

## Théories
Pour Sieren, les Chinois établissent en Afrique, contrairement aux Occidentaux, un partenariat à l'avantage des deux parties, qui permet aux populations d'améliorer leur condition économique dans les lieux où ils investissent.

## Œuvres
- Wir haben fast alles falsch gemacht - Die letzten Tage der DDR, (Günther Schabowski im Gespräch mit Frank Sieren), Econ-Verlag, mars 2009.
- Die Konkubinenwirtschaft - Warum westliche Unternehmen in China scheitern und die Chinesen an die Weltspitze stürmen Hanser-Wirtschaft, octobre 2008.
- Der China-Schock - Wie Peking sich die Welt gefügig macht, Econ-Verlag, février 2008.
- Business Know-how China - So wird ihre Geschäftsreise zum Erfolg, Redline-Wirtschaft, septembre 2007.
- Nachbar China - Helmut Schmidt im Gespräch mit Frank Sieren, Econ-Verlag, Berlin 2006.
- Der China Code - Wie das boomende Reich der Mitte Deutschland verändert, édition actualisée et augmentée. Ullstein, Berlin 2006,  (ISBN 3-548-36856-5).